# Mittelneufnach
Mittelneufnach là một đô thị tại huyện Augsburg bang Bayern nước Đức. Đô thị Mittelneufnach có diện tích 16,96 km², dân số thời điểm ngày 31 tháng 12 năm 2006 là 1041 người.